# NBA TV
NBA TV — специализированный телеканал о баскетболе в Соединенных Штатах. Финансируется Национальной баскетбольной лигой США. 
В России транслировался сетью НТВ+ с осени 2003 по 2010 год. Вещал сначала в нерабочее время канала НТВ-Плюс Футбол (с 3:00 по 9:00), затем круглосуточно на отдельном канале.

## Основание
История этого канала начинается в 1999 году, как интернет-телевидение на портале nba.com. Студия канала находилась в городке Секаукус, Графство Хадсон, Нью-Джерси. Но 28 июня 2003 года руководство канала заключило многолетнее соглашение с американскими телевизионными компаниями Cox Communications, Cablevision, и Time Warner, позволившее расширить аудиторию канала до 45 миллионов зрителей в 30 различных странах мира. Канал NBA TV заменил канал CNN/SI в сети Time Warner во многих системах кабельного телевидения в США после того, как интернет-канал несколько раз выходил из строя из-за количества посетителей.

## Сетка вещания
На канале NBA TV постоянно выходят выпуски новостей баскетбола, программы о личной жизни баскетболистов, о судьбах команд в течение сезона NBA, о легендарных играх прошлого, и, естественно, прямые трансляции важнейших матчей сезона. Правда эксклюзивных прав на прямые трансляции канал NBA TV не имеет, поэтому игры, которые канал транслирует, обязательно согласованы с правообладателем команды, чья игра транслируется. 

## Передачи канала
- NBA Access with Ahmad Rashād
- Basketball International
- FIBA World Basketball
- NBA Action
- NBA Gametime Live
- NBA TV Fantasy Hoops
- NBA TV Hardwood Classics/Greatest Games
- NBA TV News in Review
- NBA Stories
- NBA Vault
- The Run
- This Week in the D-League
- NBA 360
- NBA Roundtable